# Kittelsthaler Tropfsteinhöhle
Die Kittelsthaler Tropfsteinhöhle ist eine Höhle im Thüringer Wald. Sie liegt im Stadtteil Kittelsthal der Stadt Ruhla im Wartburgkreis. Die Höhle ist über ein ehemaliges Bergwerk zugänglich. Die Gesamtlänge beträgt 726 Meter; bei Führungen wird sie auf einer Länge von 158 Metern begangen. Man gelangt über 228 Stufen in die 48 Meter tiefer gelegene Höhle. Die ersten natürlichen Hohlräume wurden 1888 entdeckt. Im Jahre 1894 wurde sie zu einer Schauhöhle ausgebaut und 1896 eröffnet. Zwischen 1968 und 1992 fanden keine Führungen in der Höhle statt.

## Geografische Lage
Die Höhle befindet sich im Ruhlaer Ortsteil Kittelsthal im Wolfsberg, einem kleinen Berg (348 m ü. NN) auf der Nordostabdachung des nordwestlichen Thüringer Waldes und im Nordwestteil des Naturparks Thüringer Wald. Der Ortskern von Kittelsthal liegt südwestlich des Wolfsberges, und östlich fließt der Hörsel-Zufluss Erbstrom vorbei.

## Geschichte

### Natürliche Höhlen
Das Gebiet um Thal ist besonders reich an natürlichen Höhlen und Spalten. Die Ritterhöhle, der Hohle Stein, das Backofenloch und einige andere wurden schon im Mittelalter von Menschen besucht; die Sagen über Venediger sind in der Region besonders zahlreich.

### Bergbau

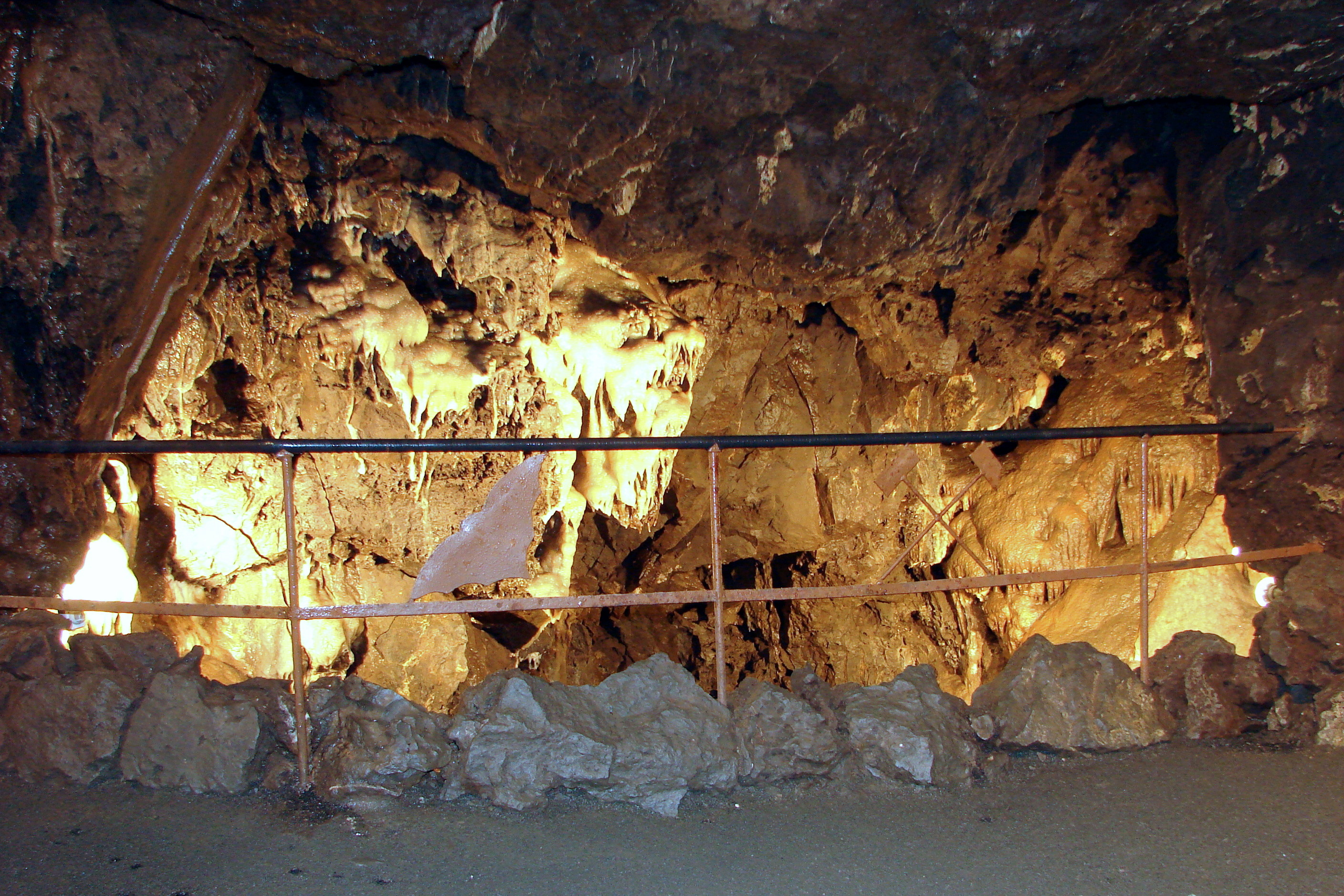
Wolfsschlucht

Im Raum Kittelsthal wurde seit dem Spätmittelalter mit wechselndem Erfolg Bergbau betrieben; dies belegen noch immer zahlreiche Pingen und Hohlwege im Waldgelände vom Spitzigen Stein, am Forstort Zange in Richtung Mosbach und Ruhla. Auch finden sich im offenen Gelände, am südlichen Ortsrand, sogenannte Bauernschächte. Hier wurde zunächst Kupfererz gefördert. Besondere Bedeutung hatte der Gipsabbau bei Kittelsthal, denn im 18. Jahrhundert war Gips ein wertvoller Baustoff; Kittelsthaler Gips wurde bis nach Weimar geliefert.
Seit dem 19. Jahrhundert gelten die Kupfererzvorkommen als abgebaut; die hiesigen Bergleute suchten nun hauptsächlich Baryt (Schwerspat) und Fluorit (Flussspat). Am Wolfsberg gab es bis Anfang des 20. Jahrhunderts mehrere Barytgruben mit senkrecht nach unten führenden Schächten. Diese zweite Phase der örtlichen Bergbaugeschichte hatte jedoch für Kittelsthal nur noch eine geringe Bedeutung und bis auf den Barytabbau nur geringen Erfolg. Im Jahre 1924 kam der Bergbau im Wolfsberg aus wirtschaftlichen Gründen zum Erliegen.

### Entdeckung und Erforschung der Tropfsteinhöhle
Im Jahre 1888 wurden erstmals natürliche Hohlräume in der Grube Wolfsberg I erwähnt. Der Bergbeamte Henninger aus Elgersburg stellte die Große Grotte in einem Saigerriss dar. Bei Grabungen entdeckten Bergleute immer wieder Höhlenteile. Diese hatten jedoch meistens nur geringe Ausmaße, waren mit Sedimenten belegt und in einem nicht erhaltungswürdigen Zustand. Die Hohlräume wurden deswegen in den meisten Abbaugebieten teilweise mit Abraum gefüllt. Dies geschah anfangs zum Teil auch mit der Höhle im Kittelsthal. Nachdem die Bergwerksbesitzer ihren Schauwert erkannt hatten, wurde die Verfüllung eingestellt. Im Jahre 1894 wurden weitere Hohlräume im Wolfsberg entdeckt, so dass man beschloss, die Höhle als Schauhöhle auszubauen.

### Schauhöhle

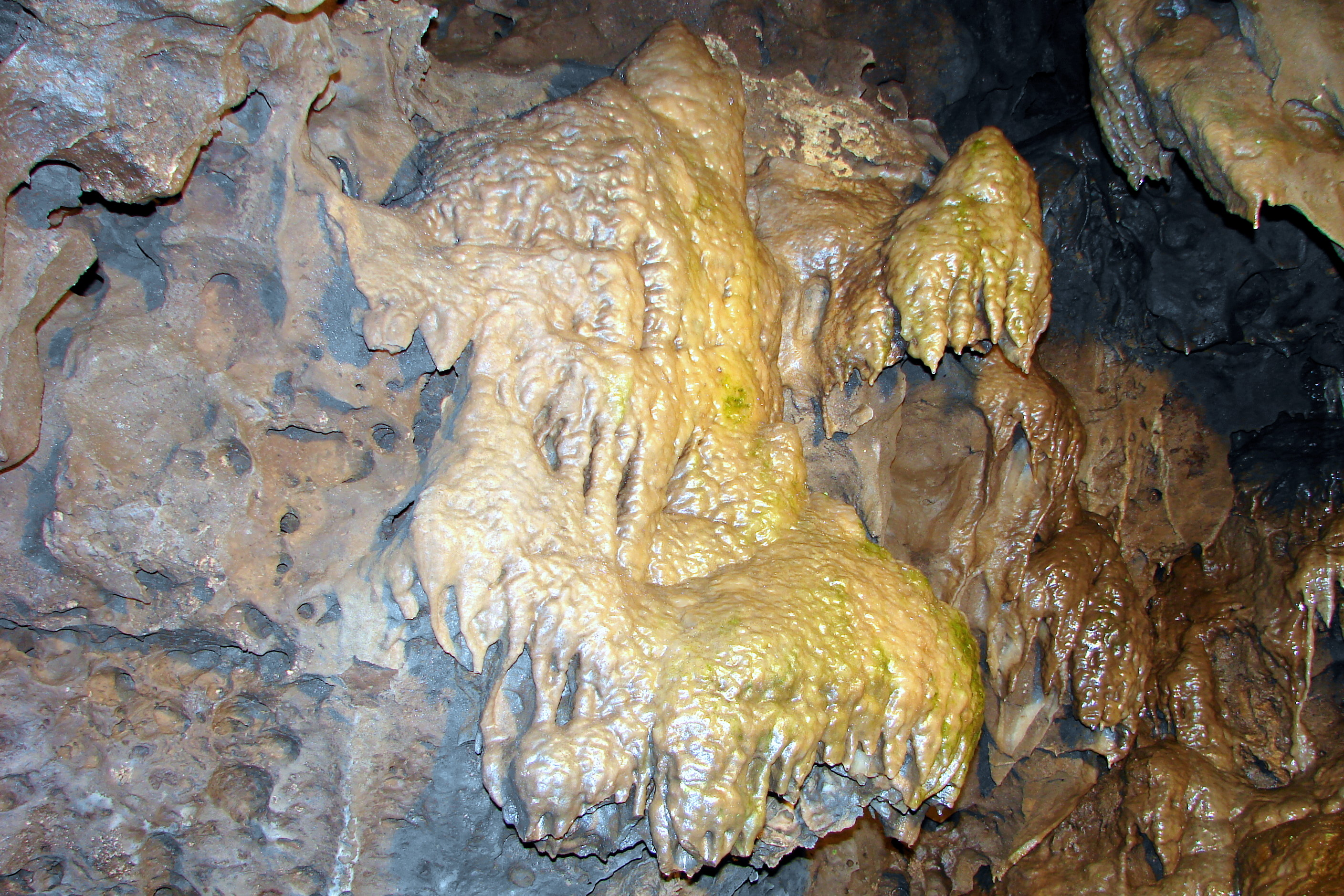
Tropfsteine am tiefsten Punkt

Einen großen Anteil an der Erschließung und dem Ausbau der Höhle von 1894 bis 1896 hatte der Betreiber der Bergbauanlage, der Steiger Hess aus Kittelsthal. Ein Schrägstollen mit Treppenanlage wurde geschaffen, der heutige Zugang zur Höhle, der die Abbauhohlräume der Schächte 1 und 2 miteinander verbindet. Im Jahre 1895 fanden die ersten Führungen in der Höhle statt, die 1896 mit einer Bergpredigt feierlich eröffnet wurde. Steiger Hess war der erste Höhlenführer. Das ehemalige Materialgebäude und die Kaue der Bergbauanlage wurden als Gaststätte Zur Tropfsteinhöhle umgestaltet. Der Höhleneingang wurde überbaut und ein Kassenhäuschen mit Aufenthaltsraum und Andenkenverkauf errichtet. In den ersten Jahren des Schauhöhlenbetriebes wurde die Höhle mit Gas beleuchtet. Anfang des 20. Jahrhunderts suchten Höhlenforscher nach neuen Hohlräumen. Im Jahre 1918, nach anderen Quellen bereits ab 1913/1914, wurden abschnittsweise eine elektrische Beleuchtung mit farbigen Lampen eingebaut und die Höhle mit Grünpflanzen und Gartenzwergen versehen. Die Beleuchtung wurde bis 1936 mehrmals umgestaltet.
Die Bezeichnung der Höhle war bis zum Zweiten Weltkrieg unterschiedlich. In den Veröffentlichungen des Thüringer Höhlenvereins erschien sie als Thaler Tropfsteinhöhle oder Tropfsteinhöhle bei Thal. Seit Kriegsende wird sie ausschließlich Kittelsthaler Tropfsteinhöhle genannt. Die gesamte Schauhöhle und Teile des restlichen Höhlenbereichs befinden sich in der Flur Kittelsthal. In den 1960er Jahren investierte der Rat des Kreises Eisenach 18.000 Mark in Sicherungsarbeiten im Zugangsstollen und in der Großen Grotte durch die Firma Quent aus Farnroda. Im Jahre 1954 wurde der Führungsbetrieb, der 1945 eingestellt worden war, wieder aufgenommen. Ein Höhlenführer und stundenweise eine Verkaufskraft waren beschäftigt. Die Familie Raimund verkaufte 1966 die Höhle an die Gemeinde Kittelsthal. Im letzten vollen Betriebsjahr besuchten etwa 4000 Personen die Höhle, wovon die Hälfte Schulkinder waren. Das Entgelt für die Führungen von Anfang Juni bis Ende September betrug für Erwachsene 0,80 und für Kinder 0,50 Mark. Im Frühjahr 1968 kam es zu einem kleinen Firstebruch. Daraufhin wurde die Höhle aus Sicherheitsgründen gesperrt.

### Ruhephase

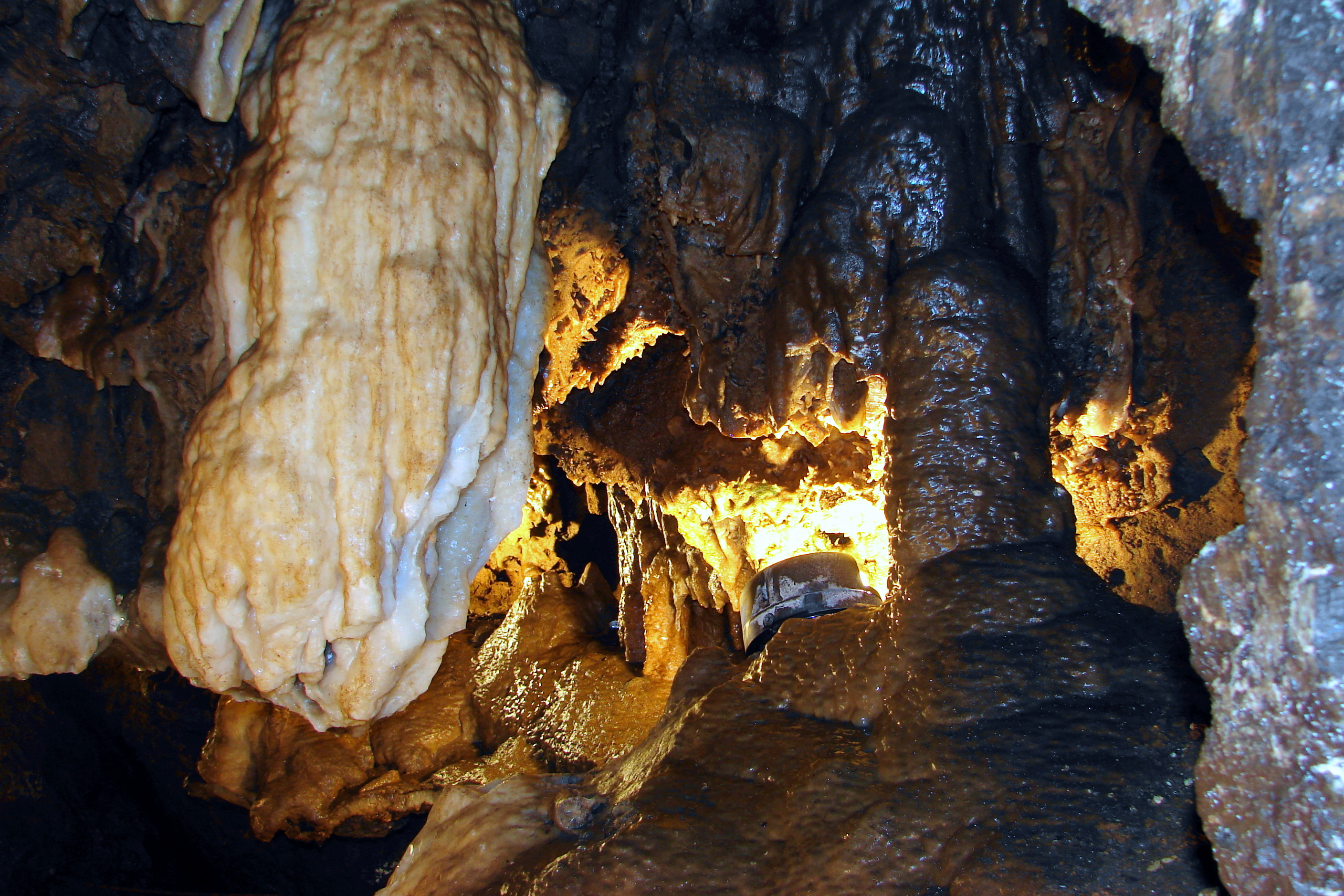
Tropfsteine bei den Drei Gleichen

Der abgestürzte Firsteteil hatte sich in einer Lehmtasche befunden, die sich möglicherweise wegen starker Durchfeuchtung löste. Ein krummer Stahlträger in der Großen Grotte, der ebenfalls als Schließungsgrund aufgeführt worden war, war bereits beim Einbringen in die Höhle deformiert gewesen. Da die Risiken nur schwer zu beurteilen waren und wegen der eher niedrigen Besucherzahlen bestand kein großes Interesse an einer Weiterführung des Schauhöhlenbetriebs. Zudem waren die Installationsanlagen in der Höhle in einem relativ schlechten Zustand. Da sich niemand für den Schutz der Höhle zuständig erklärte, kam es zu erheblichen Zerstörungen, beispielsweise im Bereich der Drei Gleichen, in der Wolfsschlucht und in der Großen Grotte. So wurde ein Teil der Tropfsteine abgebrochen und entwendet. In der Großen Grotte wurde die Spitze der Pyramide abgeschlagen. Der Dieb wurde überführt; die Spitze konnte sichergestellt und wieder aufgesetzt werden. Wasser von der Decke wurde so umgeleitet, dass es auf die aufgesetzte Spitze tropft. Dadurch soll mit der Zeit ein Wiederanwachsen ermöglicht werden. Der Höhleneingang wurde mit einer massiven Tür verschlossen, um weitere Zerstörungen zu verhindern. Die Höhle war von da an nur noch für organisierte Höhlenforscher zugänglich. In der Höhle begann eine längere Forschungszeit. Noch 1968 war im Rahmen der Untersuchungen wegen der Gefährdung der Höhle die Suhler Grotte entdeckt worden. Diese war durch eine mehrere Meter breite, jedoch nur 0,5 Meter hohe Senkungsfuge zu erreichen. Die Höhlenforscher E. Roscher und V. Nemitz entdeckten am 3. Oktober 1971 die Schlammgrotte. Anschließend wurden mit einer Ausdehnung von 50 mal 12 und einer durchschnittlichen Höhe von 10 Metern der größte Raum, der Saal der Titanen, und in dessen Umkreis weitere Räume, darunter der Lehmdom, entdeckt. Die im Dezember 1975 gegründete Kittelsthaler Höhlenforschungsgruppe setzte die Forschungen in der Höhle fort. Die letzte größere Entdeckung war im Jahre 1981 die Silbermanngrotte mit dem Kristallsee, dem einzigen kleinen Gewässer der Höhle.

### Sicherungsarbeiten

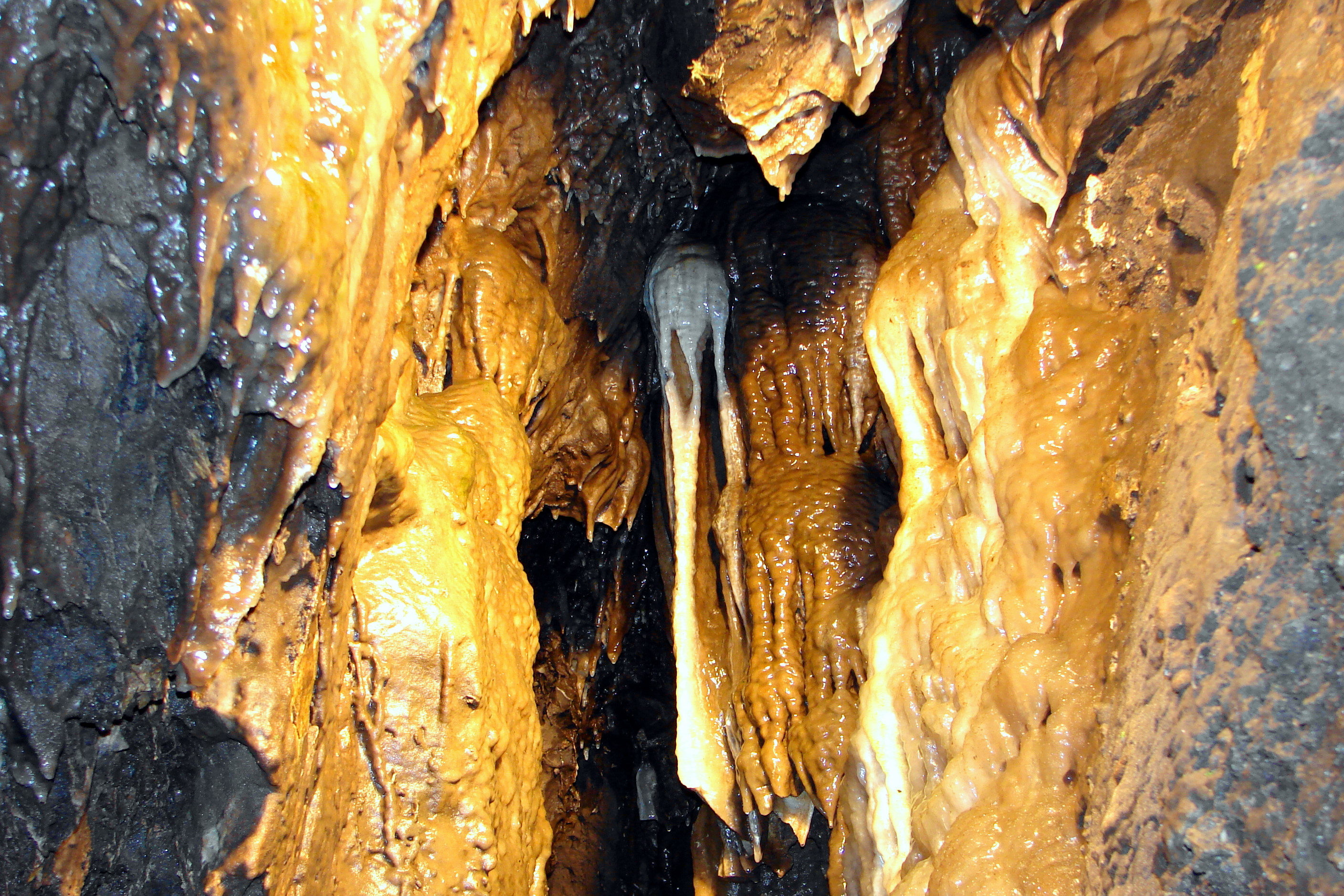
Gerberkammer

Mit der Zeit verfielen die Holztreppe im Eingangsstollen und die Elektroinstallation. Um einem weiteren Verfall der Höhle entgegenzuwirken, führte ab 1980 die Bergsicherung Ilfeld Sicherungsmaßnahmen in der Höhle und den darüber liegenden Bergbauteilen durch, nachdem ein Bergbauabschnitt direkt neben der Höhlengaststätte eingestürzt war. Ein Teil der alten Schächte wurde aufgewältigt; die erreichbaren Teile der alten Stollen und Abbaufelder wurden aufgefüllt. Im Firstebereich der Großen Grotte und des Zugangsstollens wurden Betonplomben angebracht. An einer Kluft im Schacht I löste sich eine große Gesteinsplatte, die mit Ankern gesichert wurde. In der Umgebung der Höhle wurden weitere Altbergbauanlagen verfüllt oder deren Eingangsbereiche gesichert. Die Sicherungsarbeiten waren 1990 abgeschlossen.

### Wiedereröffnung
Nach den zehnjährigen Sicherungsarbeiten und der deutschen Wiedervereinigung beabsichtigte die Gemeinde, die Schauhöhle als ihre größte Sehenswürdigkeit wieder zu öffnen. Mit ABM-Kräften und geringen finanziellen Mitteln begann am 2. Mai 1991 die Restaurierung der Höhle. Im Zugangsstollen wurde eine neue Betontreppe gegossen, der Auf- und Abgang mit Geländern gesichert und auf den Höhlengängen Splitt aufgebracht. Das alte Eingangshäuschen und die Unterkunft der Höhlenforscher wurden abgerissen, der Eingangsbereich teilweise planiert. Ein von der Bergsicherung errichteter Bungalow dient jetzt als Unterkunft für die Höhlenführer und als Kassenhäuschen. Der durch offene Bergbauschächte eingefallene Schmutz wurde beseitigt und die alte Höhlenbeleuchtung ersetzt. Die Höhlenwände wurden vom Lehm befreit, seitdem erstrahlen die Baryt- und Sinterflächen in neuem Glanz. Die Höhle wurde nach Beendigung der Arbeiten am 11. September 1992 mit einer Feier wiedereröffnet. Von 1992 bis 2019 war die Tropfsteinhöhle Kittelsthal durchgehend von April bis Oktober geöffnet. Durch die Corona-Pandemie sowie dem gesundheitsbedingten Ausscheiden des Höhlenführers war die Höhle vom 1. November 2019 bis zum 2. Oktober 2022 geschlossen. Die feierliche Wiedereröffnung der Tropfsteinhöhle Kittelsthal fand am 3. Oktober 2022 statt.

## Geologie

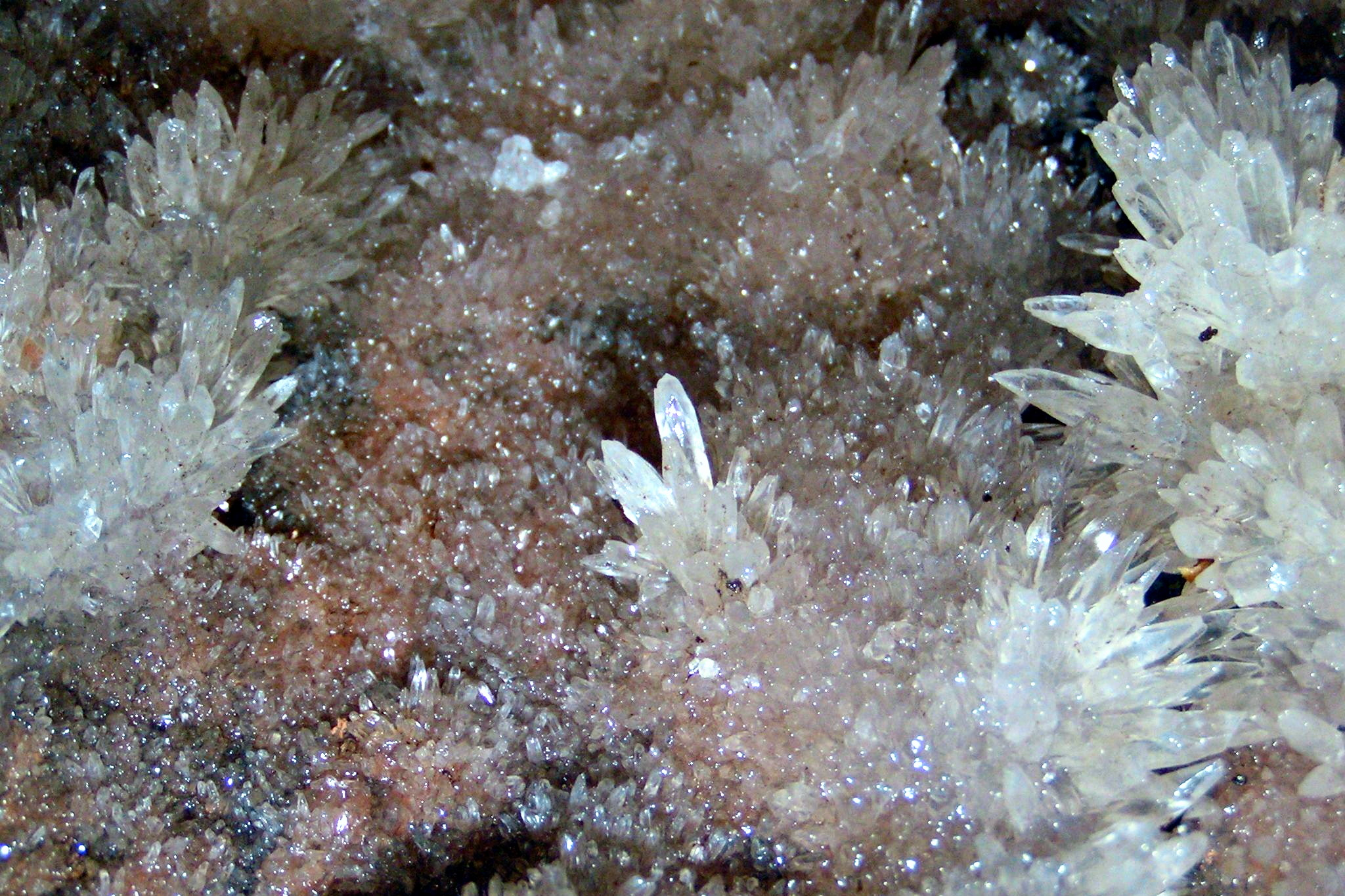
Kalkkristalle in der Gerberkammer

Die Höhle befindet sich im Karstkomplex Thal-Kittelsthal, einem früheren Zechstein-Riff. Diese Region befand sich zu Beginn der Zechsteinzeit in einer Schwellenposition; Thüringen war vom Zechsteinmeer bedeckt, das in dieser Schwellenregion nur eine geringe Wassertiefe aufwies. In diesen Flachwasserbereichen, begünstigt durch die klimatischen Bedingungen, fanden viele kalkablagernde Riffbewohner einen Lebensraum. Diese Riffbildner starben bei immer unwirtlicheren Lebensbedingungen ab und wurden nach und nach von Sedimenten des höheren Zechsteins bedeckt. Der Thüringer Wald hob sich durch Saxonische Bruchschollentektonik heraus; in geringerem Maße betraf dies auch Bereiche des Vorlandes wie die Kittelsthaler Region, von denen später Teile wieder abgetragen wurden. Damit waren günstige Voraussetzungen für eine Verkarstung gegeben. Über Klüfte und Ponore im Riffkomplex versank Wasser und die Tropfsteinhöhle begann zu entstehen. In größeren Hohlräumen bildeten sich durch die Auflösung des Kalks durch Kohlensäure Tropfsteine wie Stalaktiten, Stalagmiten und Stalagnaten in verschiedenen Größen und Formen. In der Höhle gibt es vereinzelt auch Excentriques, unabhängig von der Schwerkraft seitwärts oder nach oben gekrümmte Auswüchse von einigen Zentimetern Länge.

### Führungsweg

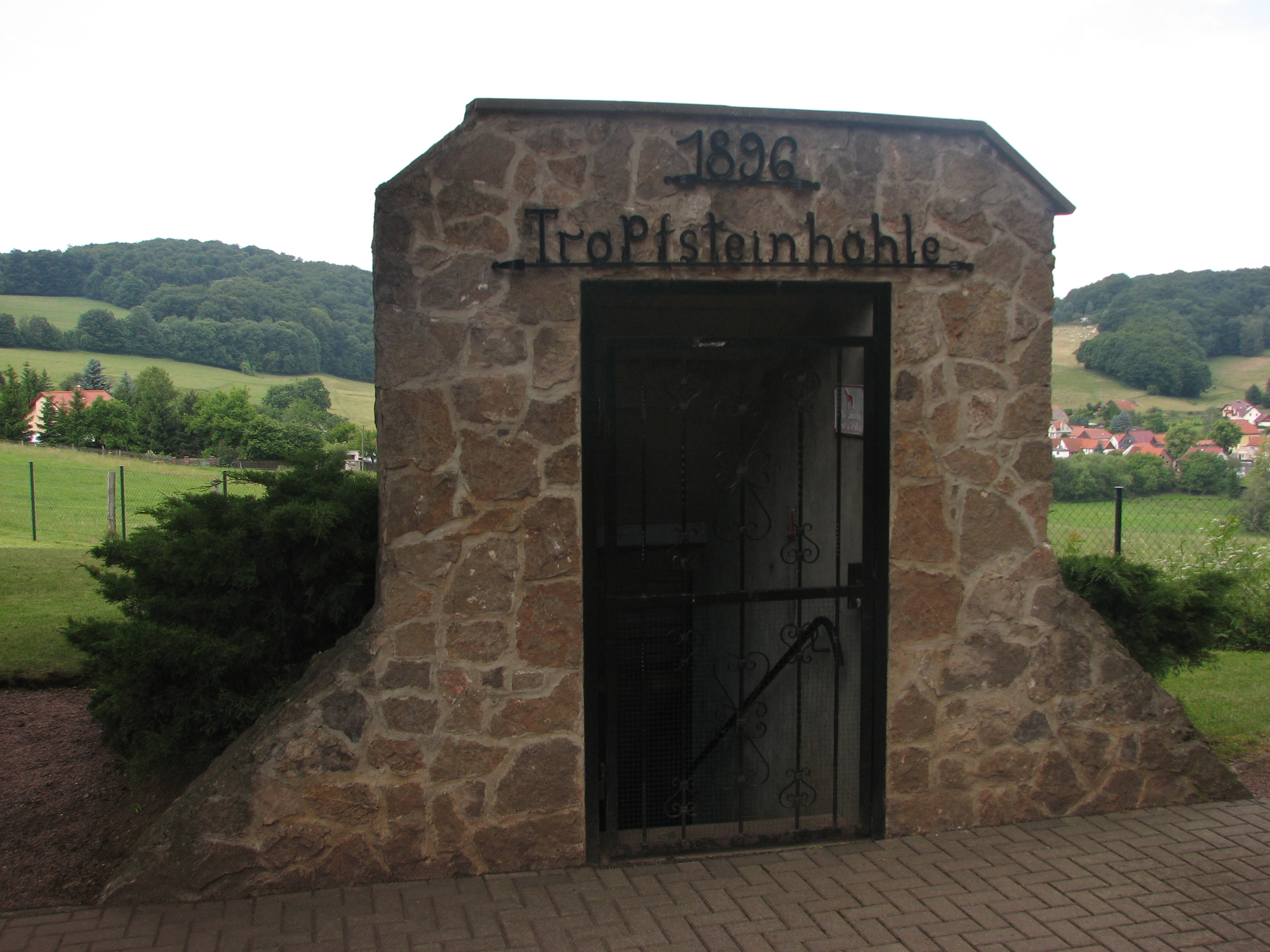
Eingang in die Schauhöhle

Ein etwa 90 Meter langer Schrägstollen führt durch Altbergbauteile, durch die die Tropfsteinhöhle entdeckt wurde. Über 87 Stufen geht es abwärts bis zu einem kleinen Podest. Oberhalb davon befindet sich ein 18 Meter hoher Schacht, der ins Freie führte. Aus Sicherheitsgründen wurde er von der Bergsicherung mit einer Betonplombe versehen. Über diesen Schacht wurde der gewonnene Schwerspat vermutlich mit einer Haspel in das Grubengebäude gefördert. Weiter abwärts folgt nach etwa 20 Metern der engste Teil der Altbergbauanlage. Hier hat der Barytgang nur noch eine Mächtigkeit von 0,30 Metern, wobei der Stollen knapp mannshoch ist. Da sich in diesem Bereich kein Abbau gelohnt hatte, wurde der Durchgang erst mit der Erschließung der Schauhöhle geschaffen. Weiter abwärts sind an den Wänden, vor allem am rechten Stoß, große strahlend weiße Barytflächen zu sehen. Diese Abbauhohlräume gehören zum Schacht II der Grube. Dort sind zahlreiche schwarze Kalksteinbruchstücke im Baryt enthalten.
Nach weiteren 40 Metern durch recht enge Gangstücke wird in 40 Meter Tiefe der erste natürliche Hohlraum erreicht, die Große Grotte. Dort bildet der etwa 80 Meter mächtige, bis weit über den Hohlraum hinaus abgebaute Barytgang die nördliche Raumbegrenzung. Die Grotte ist etwa 10 mal 12 Meter groß und 5 Meter hoch. Über einem nur wenige Quadratmeter großen, künstlich angelegten See rechts neben dem Eingang zur Großen Grotte befinden sich Abschnitte mit intensiv korrodiertem Kalkstein. Die Pyramide im westlichen Teil des Hohlraums zählt zu den schönsten Tropfsteinen in der Höhle. Sie erreicht eine Höhe von etwa 3,5 Metern. Im südlichen Teil der Großen Grotte befinden sich ein ummauerter Betonpfeiler und ein Stahlträger zur Sicherung. Eine hölzerne Verbühnung und eine Betonplombe über der Grotte sollen vor hereinbrechendem Material aus dem Schacht III, dem Hauptförderschaft der Altbergbauanlage, schützen.

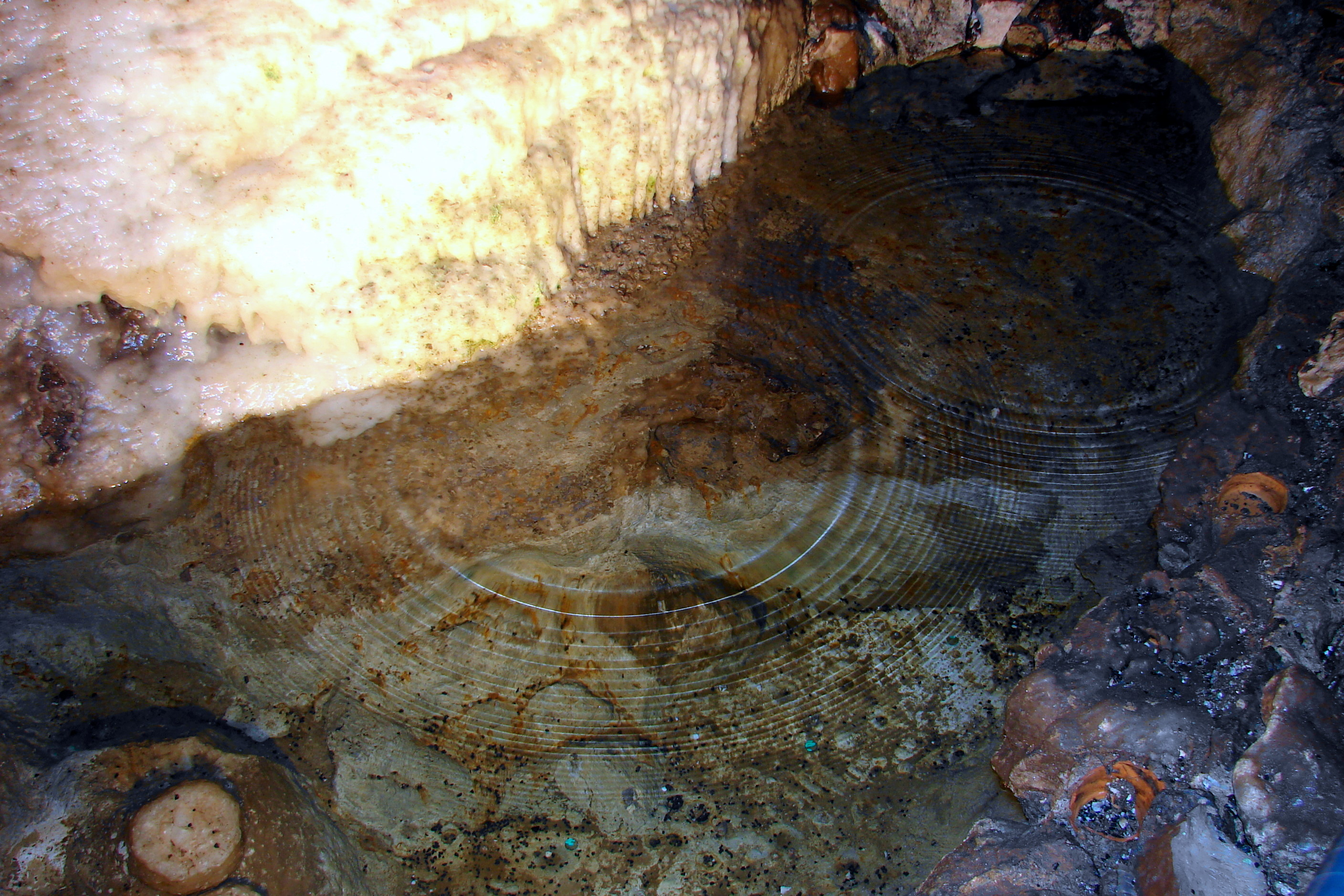
Wasserbecken in der Großen Grotte

Von der Großen Grotte geht es über einige Stufen abwärts in den Bereich Drei Gleichen. Von den namensgebenden Tropfsteinen sind nur noch Stümpfe vorhanden, da sie vor der Schließung der Höhle dem Vandalismus zum Opfer fielen. Zu sehen sind massige, grobkristalline Sinterflächen und mehrere kleine, in Wandnischen verborgene Excentriques. Diese wachsen scheinbar ohne jede Gesetzmäßigkeit, auch gegen die Schwerkraft, in alle Richtungen und sind oft sonderbar gekrümmt. Chemisch sind sie mit den Tropfsteinen identisch. Über weitere Stufen geht es zur Domgrotte, einem langgestreckten Hohlraum, in dessen Firstebereich wieder der Barytgang sichtbar ist, der kurzzeitig verlassen wurde. Dort gibt es neben dem Baryt auch gelbliche bis grünliche, maximal einen Zentimeter starke Fluoritkristalle. Der Fluorit löst sich viel schneller als der Baryt, deshalb sind teilweise nur noch die Negative der Kristalle vorhanden. Im hinteren Teil der Domgrotte befindet sich die Gerberkammer mit zahlreichen Korrosionsformen an den Wänden, die auf die chemische Lösung des Kalksteins durch die Höhlenwässer zurückzuführen sind. Die weitere Fortsetzung der Höhle in diesem Bereich ist mit Lehm zugesetzt. Dort wird 48 Meter unter der Erdoberfläche der tiefste Punkt des Schauhöhlenteils erreicht.
Auf dem Rückweg geht es in die Wolfsschlucht, den einzigen bekannten Hohlraum der Höhle nördlich des Barytganges. Der Boden ist von mehreren Verbruchsblöcken bedeckt, die eine eventuell vorhandene Fortsetzung der Höhle verschließen. Neben Sinterbildungen an den Hohlraumwänden stehen dunkelbraune Kalksteine, dünne Bänder und einzelne Kristalle aus Baryt an. Dies ist auf die unterschiedliche Löslichkeit von Kalzit und Baryt zurückzuführen. Die Wände sind auch mit millimeterstarkem, teilweise wasserklarem Kalzitrasen überzogen. Von dort geht es über den Eingangsweg zurück zum Höhleneingang.

### Neue Höhlenteile

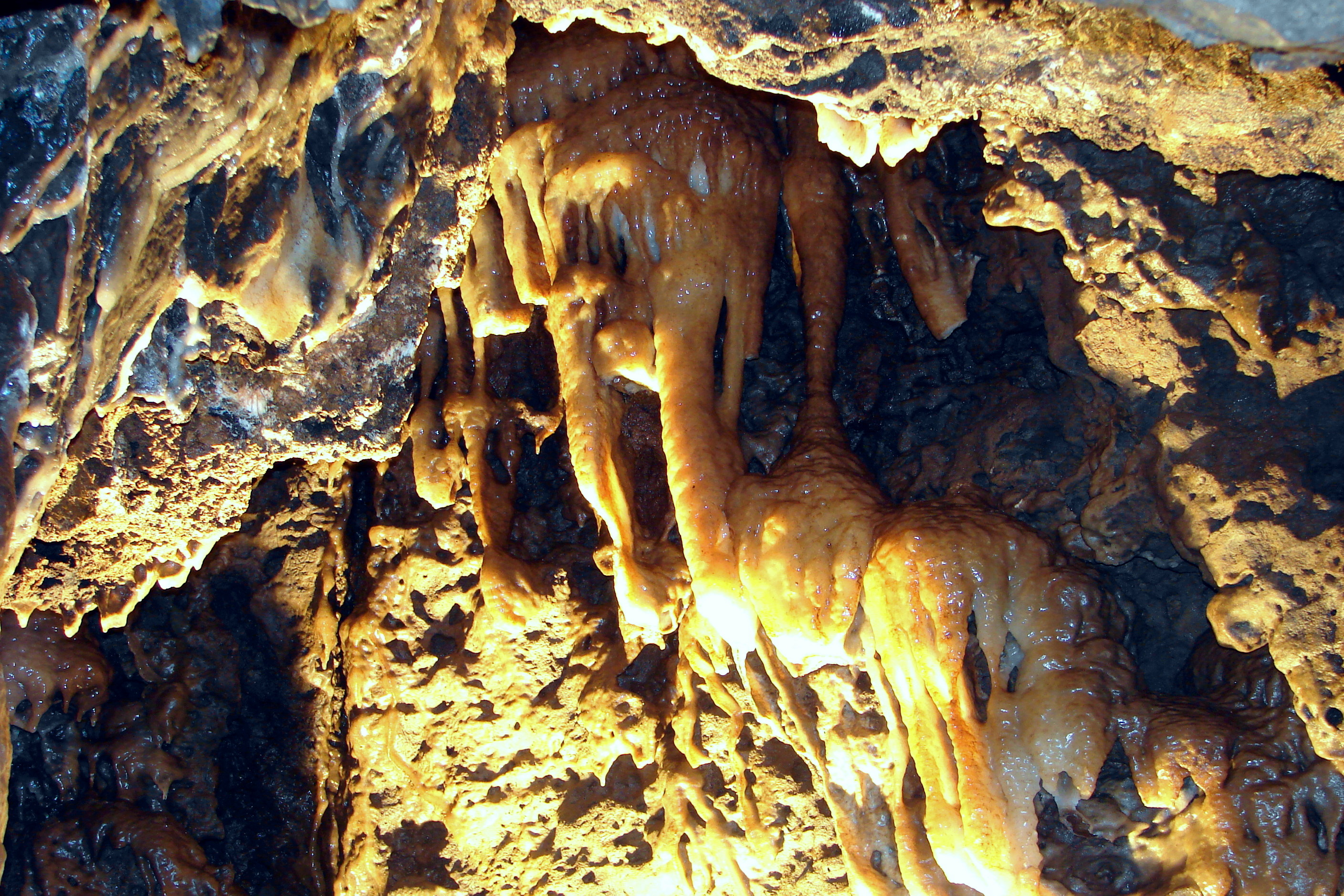
Tropfsteine bei den Drei Gleichen

Im südlichen Teil der Großen Grotte führt ein Durchstieg in den 1971 entdeckten Saal der Titanen, der bei Führungen nicht besucht wird. Er ist teilweise mit riesigen Versturzblöcken bedeckt. Westlich schließt sich ein etwa 18 mal 32 Meter großer und etwa 10 Meter hoher Gesteinsblock an, der sich von der Decke gelöst hat. Seine Masse wird auf etwa 13.500 Tonnen geschätzt. Der Saal der Titanen hat zusammen mit der durch die Absenkung des Blockes entstandenen Senkungsfuge eine Fläche von etwa 1600 Quadratmetern. Der Gesteinsblock befindet sich noch in geringfügiger Bewegung, da zahlreiche frische Risse in Sinterflächen und zerbrochene Stalagnaten zwischen dem Block und der Decke vorhanden sind. In der Umgebung des großen Saals gibt es noch weitere Hohlräume. Menge und Schönheit der Tropfsteine in diesen Höhlenteilen übertreffen teilweise die bei Führungen zugänglichen. Dass diese Tropfsteine kaum zerstört sind, liegt daran, dass diese Höhlenteile nur von sehr wenigen Menschen betreten werden. Der größte Tropfstein in diesem Bereich ist die sogenannte Möhre, ein Stalaktit mit einer Länge von 2,5 Metern. Die größte Sintergardine ist etwa 4 Meter lang. Wegen finanzieller Engpässe ist die Erschließung dieser Höhlenteile derzeit nicht möglich, da unter anderem ein Stollen durch den Fels gesprengt werden müsste und umfangreiche Sicherungsmaßnahmen notwendig wären.

## Fauna und Flora

### Tierwelt

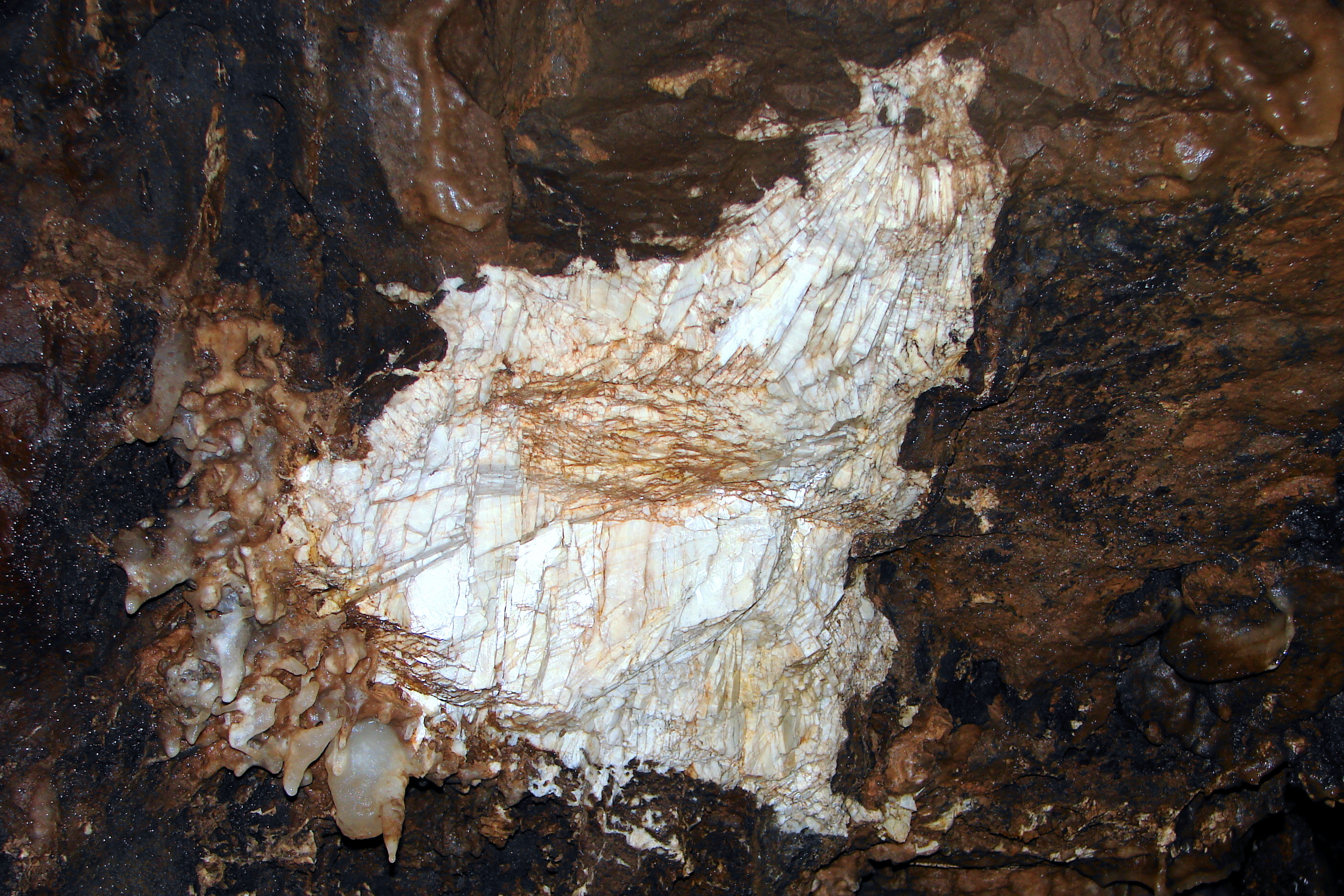
Schwerspat bei den Drei Gleichen

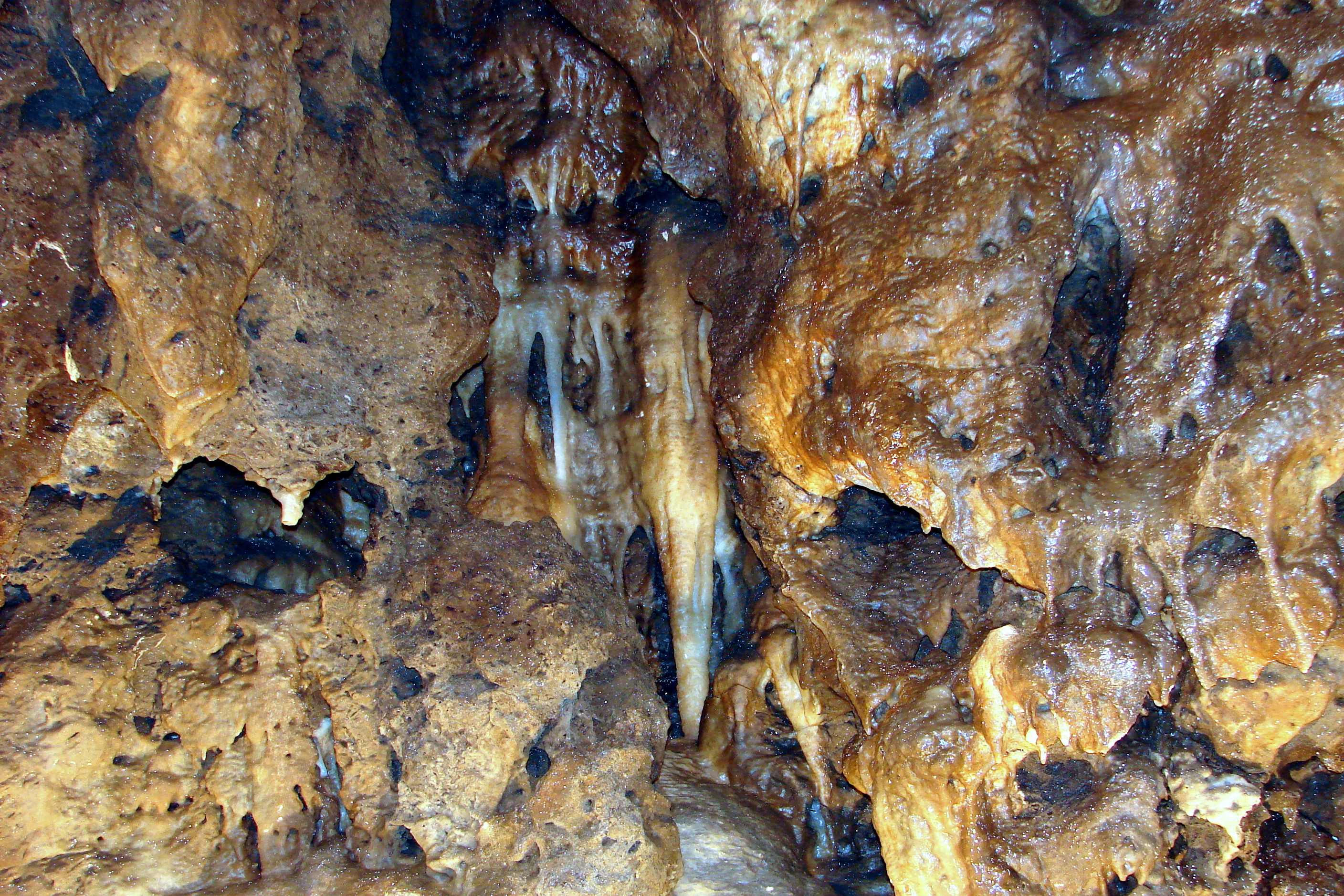
Tropfsteine über dem Wasserbecken

Die Höhlentierwelt wurde im Jahre 2001 durch Ronald Bellstedt und Stefan Zaenker erforscht. Dabei konnten zahlreiche Nachweise von Würmern, Spinnen, Insekten (u. a. Käfer, Zweiflügler und Schmetterlinge) sowie anderen Arthropoden erbracht werden, die auf eine große Artenvielfalt schließen lassen.
Spinnen kommen bevorzugt im Eingangs- und Übergangsbereich vor, so die troglophilen Arten Lepthyphantes pallidus aus der Familie der Baldachinspinnen und Nesticus cellulanus, eine Höhlenspinne. Dauerhaft in der Höhle lebende Tiere haben sich an die dortigen Verhältnisse angepasst. Sie sind blind und pigmentlos wie die Höhlenassel (Proasellus cavaticus) oder die Höhlenflohkrebse (Niphargus). In der Höhle finden sich zudem augenlose Springschwänze (Collembola).
Unter den Zweiflüglern (Diptera) ist besonders eine nur dort aufgefundene Trauermückenart hervorzuheben, die im Jahr 1990 von Frank Menzel nachgewiesen wurde. Im Sommer kommt die Stelzmücke Limonia nubeculosa vor, weiterhin zeigen sich Mückenarten aus den Familien der Pilzmücken (Mycetophilidae), Schmetterlingsmücken (Psychodidae), Trauermücken (Sciaridae) und Wintermücken (Trichoceridae). Bei den Fliegen wurden Arten aus den Familien der Dungfliegen (Sphaeroceridae) und Köcherfliegen (Trichoptera) festgestellt. An Schmetterlingsarten gibt es den Höhlenspanner (Triphosa dubitata) und die Zackeneule (Scoliopteryx libatrix).
In der Höhle überwintern verschiedene Fledermausarten wie das Große Mausohr (Myotis myotis) oder die Kleine Bartfledermaus (Myotis mystacinus).

### Lampenflora
In der Kittelsthaler Tropfsteinhöhle hat sich im Schein der Lampen eine ausgeprägte, als Lampenflora bezeichnete Pflanzengemeinschaft entwickelt. Im Bereich der Lichtquellen siedeln sich vor allem Algen, Moose, Pilze und Farnpflanzen an. Es handelt sich dabei meistens um Kümmerformen, die in absoluter Dunkelheit ohne künstliche Beleuchtung nicht überleben könnten. Die Pflanzen sind nicht gleichmäßig verteilt. Es hängt davon ab, welche Sporen mit dem Sickerwasser von der Erdoberfläche durch Klüfte in die Höhle gelangen. Zur Verbreitung der Pflanzen tragen zudem die Höhlenbesucher bei. In manchen Höhlenbereichen konnte sich aufgrund der Trockenheit keine oder nur eine geringe Lampenflora ausbilden.

## Tourismus
Seit der Wiedereröffnung der Tropfsteinhöhle am 3. Oktober 2022 finden Führungen von April bis Oktober donnerstags und freitags von 10–18 Uhr sowie samstags, sonntags & an Feiertagen von 13–18 Uhr sowie von März bis November donnerstags bis samstags von 10–18 Uhr statt. Mittwochs sind ganzjährig Gruppenführungen nach Voranmeldung möglich. Ohne Führung ist die Höhle nicht zugänglich. Die Strecke führt über gut begehbare Wege in die einzelnen Höhlenteile, vorbei an den Tropfsteinformationen. Über 228 Stufen gelangt man in eine Tiefe von über 48 Metern, wobei eine Strecke von 158 Metern zurückgelegt wird. In der Höhle herrscht ständig eine Temperatur von etwa elf Grad Celsius bei einer Luftfeuchtigkeit von über 95 Prozent.
Im Jahre 1993, dem ersten nach der Wiedereröffnung, besuchten 10.242 Personen die Höhle. Danach gingen die Besucherzahlen zurück und pendelten sich auf jährlich 4000 bis 6000 ein. Im Jahre 2012 besuchten 4795 Personen die Höhle. Seit der Wiedereröffnung der Höhle besuchten bis 2012 etwa 109.000 Personen die Höhle. In den Jahren 2008 bis 2012 lag die durchschnittliche Besucherzahl bei 4954. Damit liegt sie im unteren Bereich der Schauhöhlen in Deutschland.